# Puits Renaissance
Le puits Renaissance est un monument historique situé à Bœrsch, dans le département français du Bas-Rhin.

## Localisation
Ce bâtiment est situé au 20-22, rue Sainte-Odile à Bœrsch.

## Historique
L'édifice fait l'objet d'une inscription au titre des monuments historiques depuis 1930.